# 白山市立松任中学校

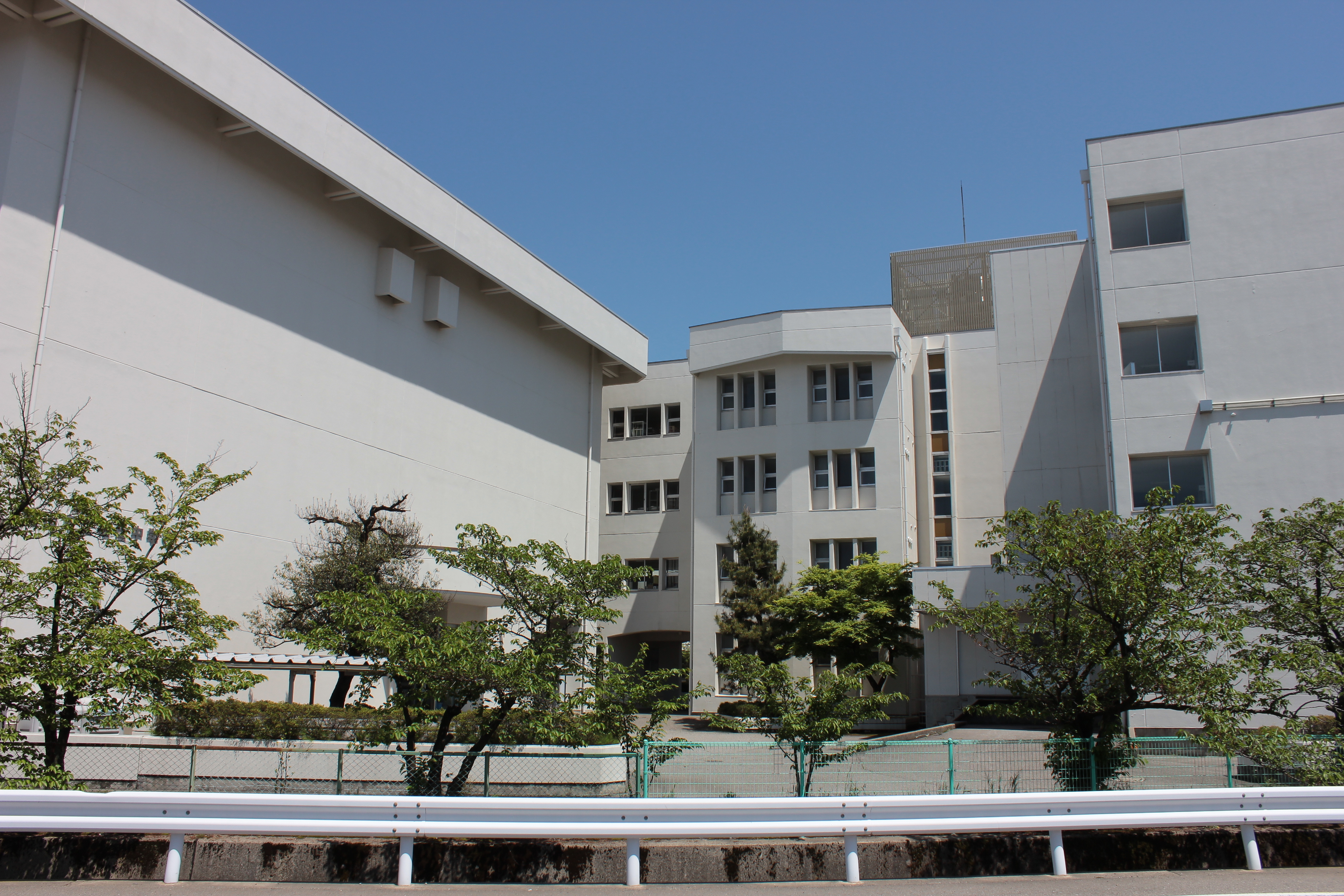
体育館及び校舎トイレ渡り廊下棟

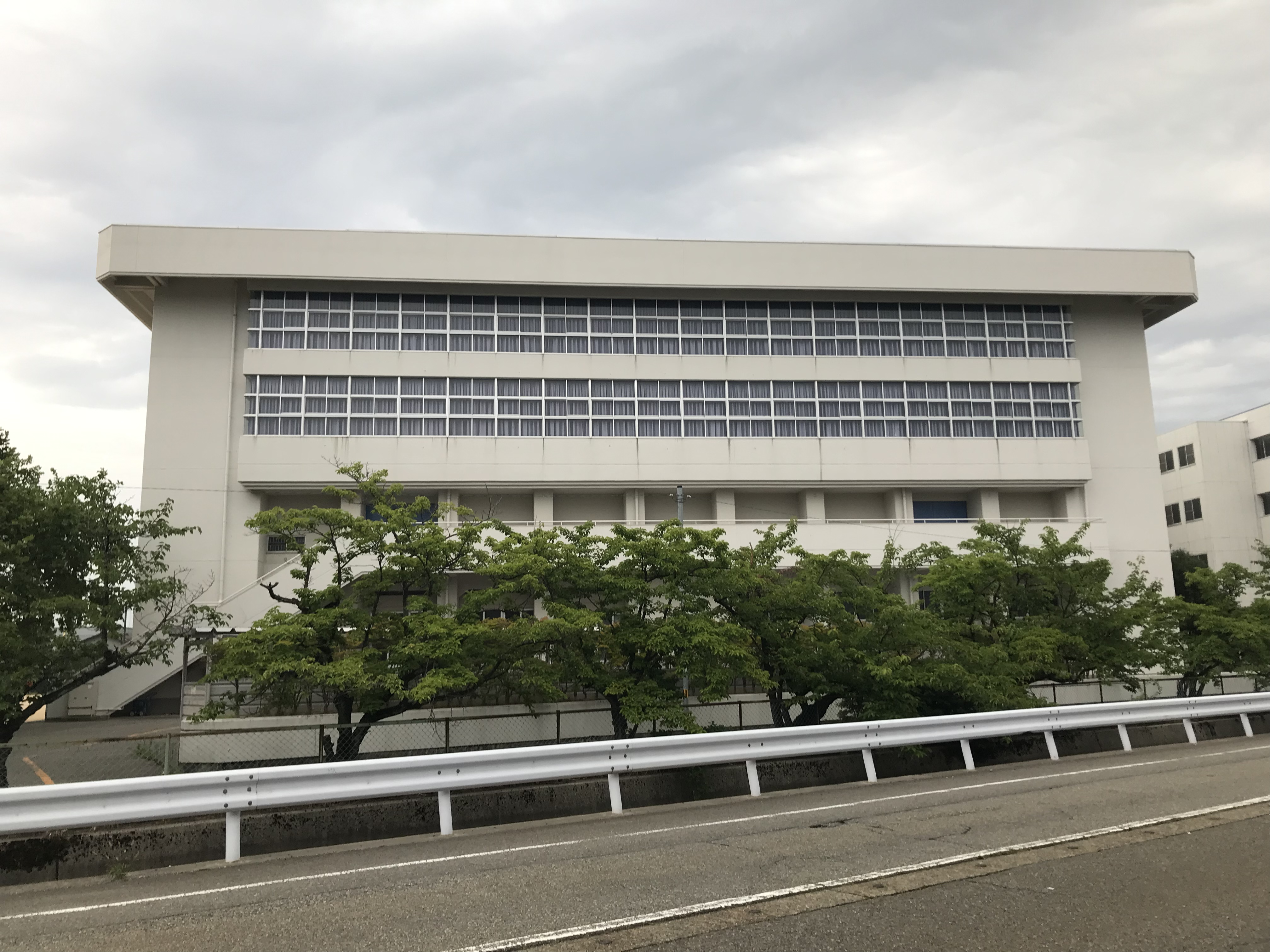
第一体育館

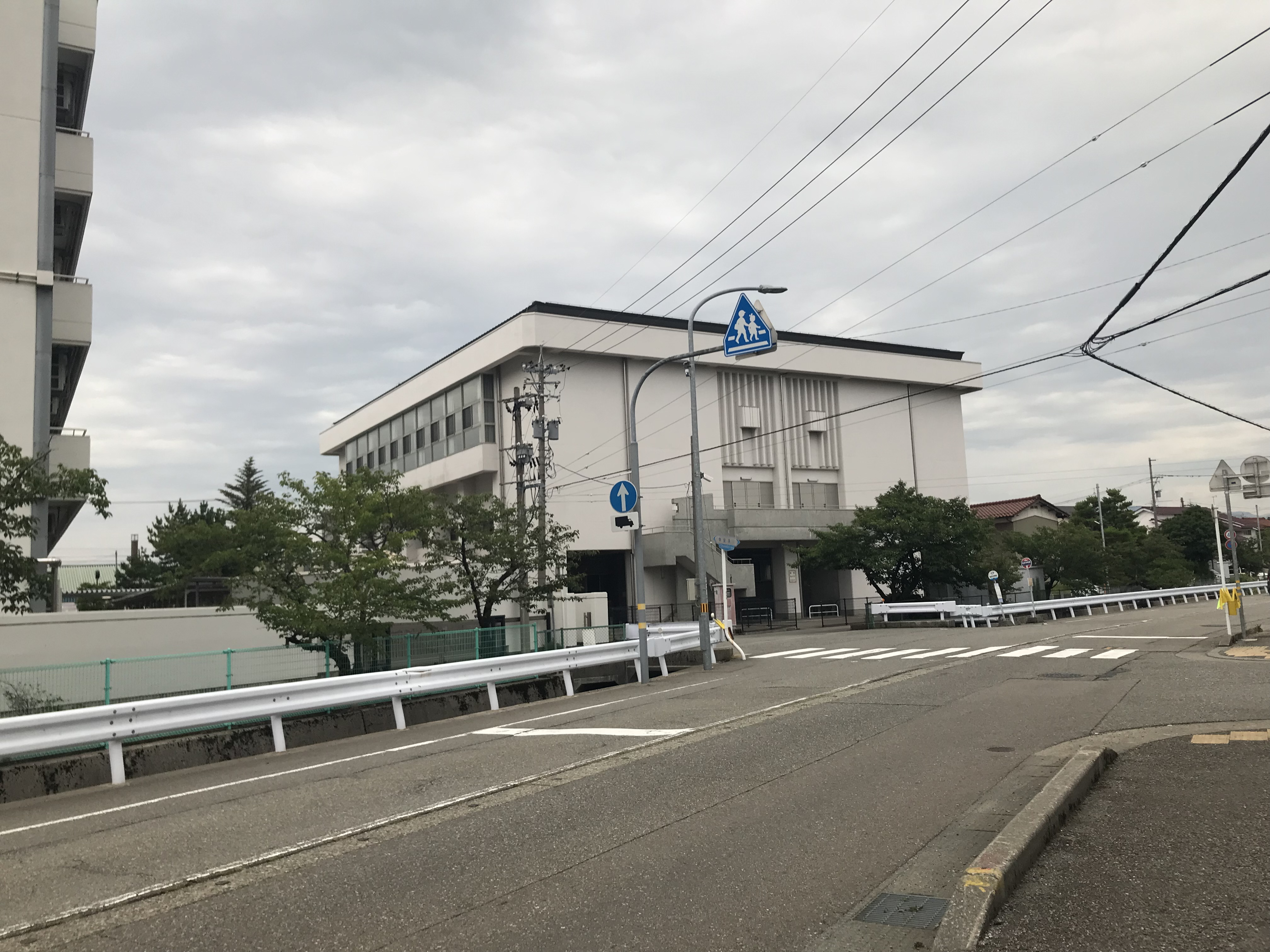
第二体育館

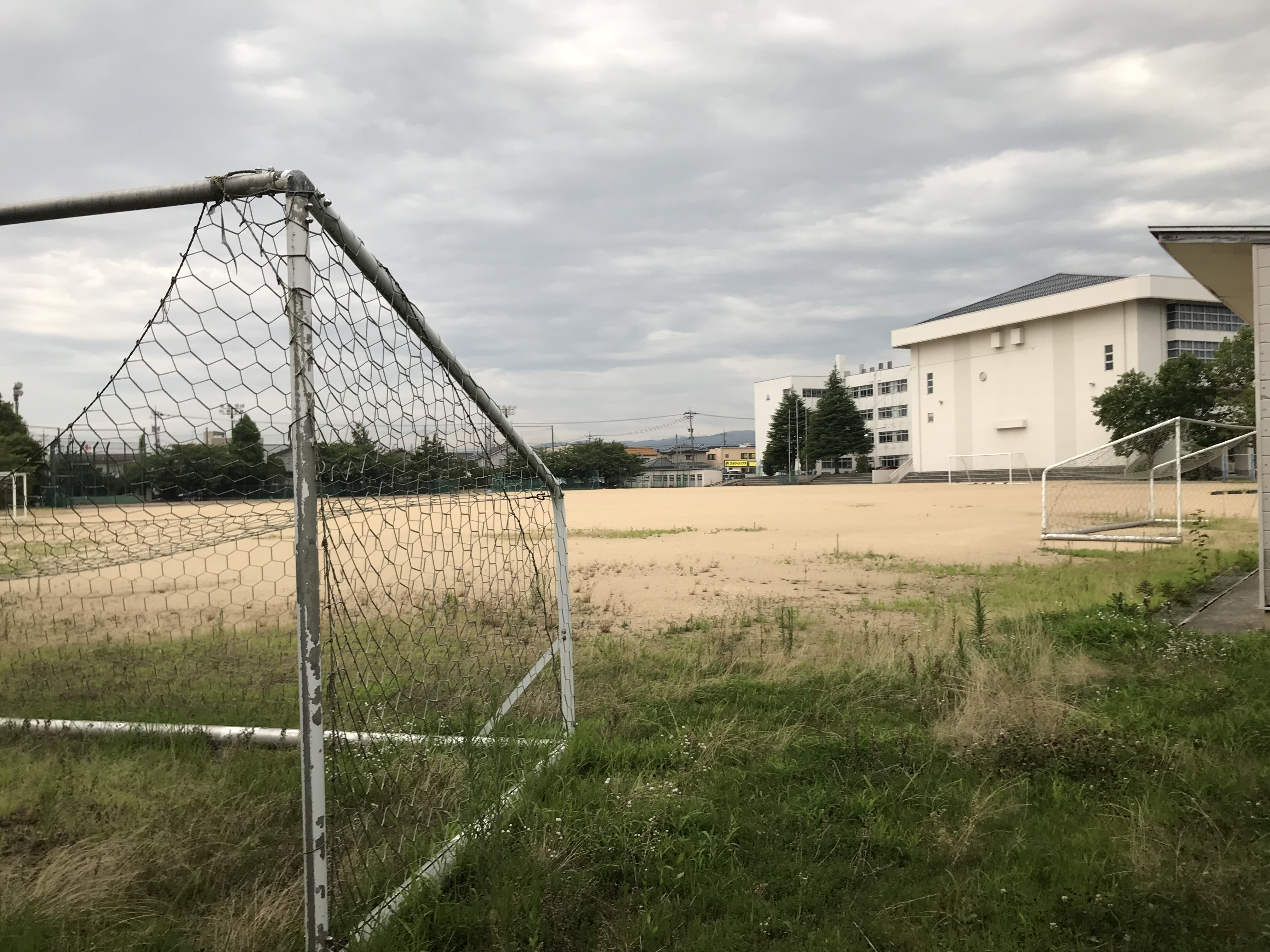
校庭

白山市立松任中学校（はくさんしりつ まっとうちゅうがっこう）は、石川県白山市末広二丁目にある公立中学校。

## 概要
通称は松中（まっちゅう）。2021年時点で約800名の生徒が在籍しており、白山市内では最大の中学校である。校舎には、四季折々の姿で季節を感じさせてくれる中庭がある。生徒玄関には、きれいな花が咲き誇っている。図書館「本の森」は、子供たちが本を読みたくなる素敵な空間となっている。2021年には、松任中卒業生の地元のお笑いコンビ「ぶんぶんボウル」が当時の同級生2人と共にSDGs講座を行った。また、東京オリンピックの聖火ランナーを務めたときに使っていたトーチとユニフォームを学校に寄贈した。

## 沿革
- 1951年 - 1学年約500名のマンモス校としてスタート。[7]
- 1964年 - 旭中学校を統合。[7]
- 1980年 - 生徒数増加に伴い、北星中学校を分離開校。[7]
- 1982年 - 生徒数増加に伴い、光野中学校を分離開校。[7]
- 1983年 - 新校舎完成[7]
- 2000年 - 11月22日 創立50周年事業として図書室の拡充・改修を実施。オープン式を挙行。[7]
- 2005年 - 市町村合併により松任市立から白山市立松任中学校と改称。[7]
- 2012年 - 大規模改造工事開始[7]
- 2014年 - 大規模改造工事終了[7]
- 2015年 - エレベーター完成[7]
- 2017年 - プール温水化[7]
- 2021年 - 通級指導教室新設[7]

## 進学前小学校
- 松任小学校
- 東明小学校（一部は光野中学校へ進学）
- 北陽小学校（一部は北星中学校、光野中学校へ進学）
- 蕪城小学校（一部は北星中学校へ進学）
- 松南小学校

## 通学区域
安田町、中町、鍛治町、横町、西新町、辰巳町、石同新町、八日市町、四日市町、石同町、東一番町、東二番町、東三番町、殿町、古城町、東新町、旭町、倉光西二丁目、若宮一 - 三丁目、布市一 - 二丁目、馬場一 - 二丁目、茶屋一 - 二丁目、末広一 - 二丁目、博労一 - 三丁目、倉光一 - 十丁目、村井町、宮丸町、米永町、村井東一 - 二丁目、三浦町、幸明町、橋爪新町、福正寺町、橋爪町、長竹町、乾町、中奥町、徳丸町、三幸町、青葉台一 - 二丁目、美里町、菜の花一 - 三丁目、平松町、上二口町、今平町、木津町、坊丸町、乙丸町、剣崎町、菅波町、田地町、みずほ一 - 六丁目、藤波 一 - 二丁目、安吉町、長島町、内方新保町、御影堂町、上島田町、島田町、寄新保町、吉田町、漆島町、矢頃島町、向島町、藤木町、山島台一 - 六丁目、相木一 - 三丁目、八ツ矢町（ただし、東八ツ矢区のIRいしかわ鉄道線以北を除く。）、八ツ矢新町（ただし、1番地を除く。）、相木町（ただし、北相木2 - 6区を除く。）、成町（ただし、成町1区のみ。）、五歩市町（ただし、東八ツ矢区のみ。）

## 部活動

### 運動部
- 陸上（男女）
- 水泳（男女）
- 卓球（男女）
- バレーボール（男女）
- ソフトテニス（男女）
- バスケットボール（男女）
- バドミントン（男女）
- 剣道（男女）
- ハンドボール（男子）
- 野球（男子）
- ソフトボール（女子）
- サッカー（男子）
- 柔道（男女）
- 水球（男女）

### 文化部
- 吹奏楽
- 生け花
- 囲碁将棋
- 美術
- 茶道
- ボランティア

- 合唱

## 周辺
- 白山市役所
- 白山市立松任小学校
- 石川県立松任高等学校
- 石川県立翠星高等学校
- 公立松任石川中央病院
- 松任総合運動公園
- 白山消防署
- 白山警察署
- 倉光郵便局
- ラスパ白山
- JR松任駅
- 白山市立松任図書館
- 白山市立博物館
- 若宮公園

## アクセス
- IRいしかわ鉄道線 松任駅より徒歩13分。
- 北鉄バス松任中学校前より徒歩0分。

## 著名出身者
- とよ・まーし（ぶんぶんボウル）
- 本谷有希子（小説家、劇作家）[9]
- 作田裕次（サッカー選手、ツエーゲン金沢）
- 橋場正裕(バレーボール選手)
- 徳用万里奈（水球選手）[10]
- 音重鎮（プロ野球選手）[11]